# مارتینیانا دی پو
مارتینیانا دی پو (به ایتالیایی: Martignana di Po) یک کومونه در ایتالیا است که در استان کریمونا واقع شده‌است.

## خصوصیات
مارتینیانا دی پو ۱۴٫۷ کیلومترمربع مساحت و ۱٬۲۵۴ نفر جمعیت دارد.